# Сан Ђакомо (Бреша)
Сан Ђакомо је насеље у Италији у округу Бреша, региону Ломбардија.
Према процени из 2011. у насељу је живело 1035 становника. Насеље се налази на надморској висини од 339 м.